# Zhang Wangli
Dans ce nom chinois, le nom de famille, Zhang, précède le nom personnel.
Pour les articles homonymes, voir Zhang.
Zhang Wangli (en chinois : 张旺丽), née le 27 mai 1996, est une haltérophile chinoise.

## Carrière
Zhang Wangli est triple médaillée d'or de la catégorie des moins de 69 kg aux Championnats d'Asie d'haltérophilie 2016 (en) à Tachkent.
Zhang Wangli remporte les trois médailles d'or de la catégorie des moins de 71 kg aux Championnats du monde d'haltérophilie 2018 à Achgabat, établissant un record du monde à l'épaulé-jeté à 156 kg et au total à 267 kg. 
Dans la catégorie des moins de 76 kg, elle est triple médaillée d'argent aux Championnats d'Asie d'haltérophilie 2019 (en) à Ningbo. Elle est ensuite médaillée d'or à l'épaulé-jeté et médaillée d'argent à l'arraché et au total dans la même catégorie aux Championnats du monde d'haltérophilie 2019 à Pattaya et triple médaillée d'or aux Championnats d'Asie d'haltérophilie 2020 (en) à Tachkent.